# Michaël I van Rusland
Michaël I Fjodorovitsj Romanov (Russisch: Михаи́л Фёдорович Рома́нов; Mikhail Fedorovich Romanov) (Moskou, 12 juli 1596 – aldaar, 13 juli 1645) was de eerste Russische tsaar van het huis Romanov. Hij was de zoon van Fjodor Nikitisj Romanov (later bekend als Patriarch Filaret) en Xenia (later bekend als "de groot-non" Martha). Zijn heerschappij werd gekenmerkt door het einde van de Tijd der Troebelen.

## Tijd der troebelen: Geboorte tot kroning

### Geboorte en ballingschap
Michaël werd geboren in 1596 in Moskou als vierde zoon (vijfde kind) van Fjodor Romanov. Fjodor had eerder tsaar Boris Godoenov op de troon geholpen. Omdat Godoenov de Romanov-familie te machtig vond, werd Fjodor drie jaar later door Godoenov verplicht tot het afleggen van kloostergeloften, samen met zijn vrouw Xenia als patriarch Filaret en grootnon Martha. In 1599 werd de familie verbannen naar het Antonius-Siski klooster (Антониево-Сийский монастырь), waar Filaret opklom tot hegoumen. In 1601 werd de Romanov-familie verbannen naar Siberië.

### Valse Dimitri I en Vasili IV

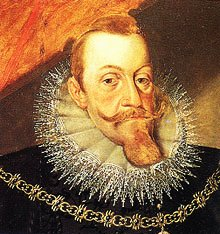
Sigismund III van Polen

Godoenov stierf plotseling in 1605 en werd opgevolgd door Fjodor II. In die periode begon de Tijd der Troebelen. In hetzelfde jaar was de eerste Valse Dimitri opgetrokken naar Rusland met een leger van Don- en Dnjepr-Kozakken, Duitse huurlingen, Russische bannelingen en Pools-Litouwse troepen. Hij was de eerste van drie valse Dimitri's die zich uitgaven voor de vermoorde zoon van Ivan IV. Hij had de steun van de Poolse koning Sigismund III Wasa en van paus Clemens VIII, doordat hij Sigismund III had beloofd dat hij de Russische noordelijke gebieden zou overhandigen aan Polen en aan Clemens VIII dat hij de Russen zou bekeren tot het Rooms-katholicisme. In hetzelfde jaar veroverde hij Moskou, liet Fjodor II vermoorden en liet zich tot tsaar kronen. Vasili Sjoeiskoi had eerder de dood van de zoon van Ivan IV onderzocht en had verklaard dat Dimitri dood was. Doordat hij dit later herriep, kon de eerste valse Dimitri tot tsaar worden gekroond door de bojaren (adellijken) in Moskou. Om zijn zogenaamde familiebanden met de Romanovs te bewijzen, zocht hij naar overgebleven leden van deze familie. Hij bevrijdde daarop Filaret en diens familie uit Siberië en maakte Filaret tot metropoliet van Rostov. Het gezin vestigde zich in het dorpje Domnino bij Kostroma.

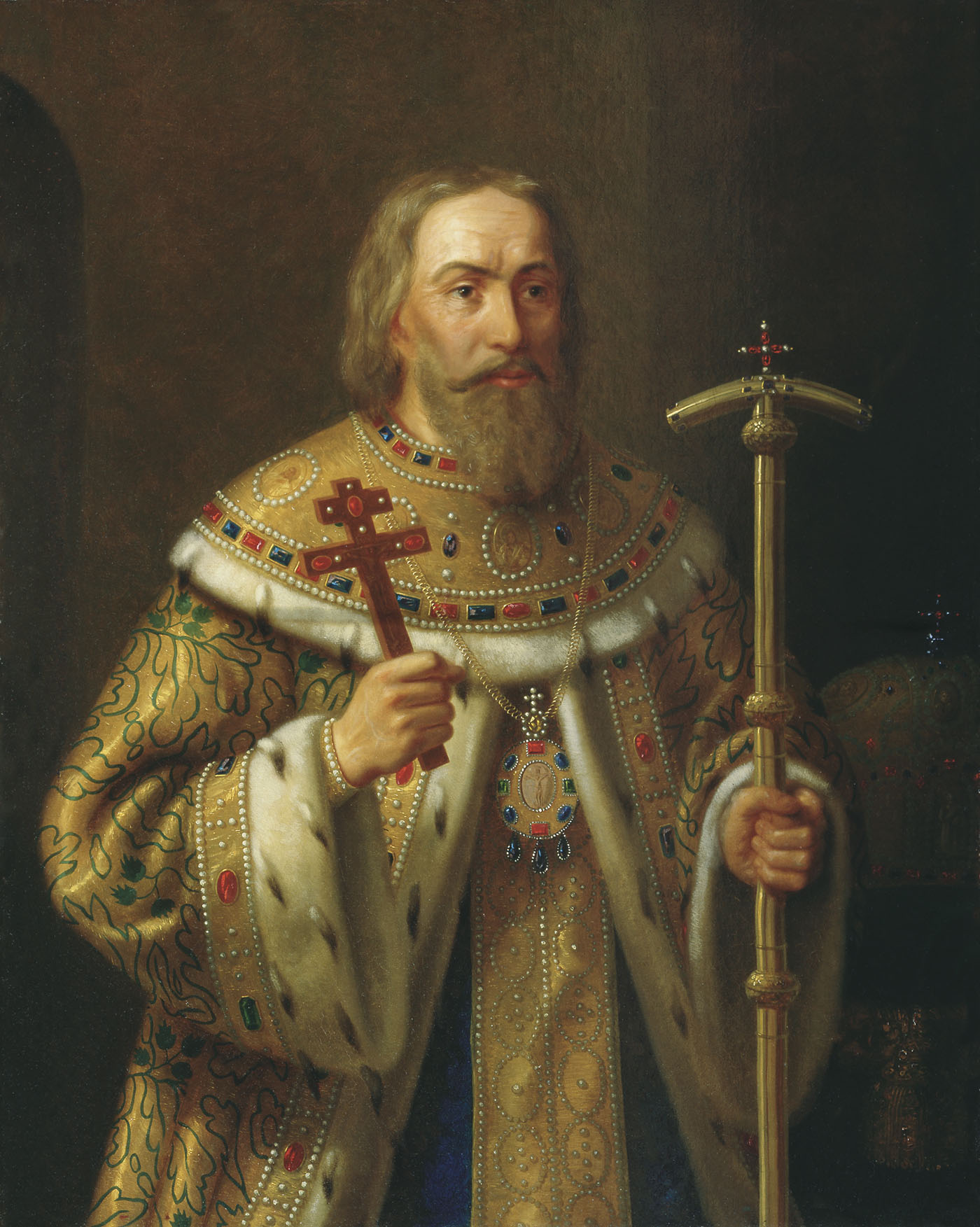
Fjodor Romanov als patriarch Filaret

De heerschappij van (de valse) Dimitri was rampzalig voor Moskou en in 1606 braken grote opstanden uit onder de bevolking onder leiding van dezelfde Vasili Sjoeiskoi. De valse Dimitri werd gedood en Vasili Sjoeiskoi liet zichzelf uitroepen tot tsaar Vasili IV, de laatste tsaar van de Rurikdynastie. Noch de heersende bojaren, het Pools-Litouwse Gemenebest, Kozakken, noch het Duitse huurleger steunden hem. Hij kreeg daarop vele aanvallen te verduren. In hetzelfde jaar ontstond een opstand onder leiding van de ex-horige Ivan Bolotnikov, die het daaropvolgende jaar werd verslagen. In 1608 deed de tweede valse Dimitri met steun van de Polen, Duitsers en Kozakken een tweede poging om een Poolsgezinde tsaar in Moskou te krijgen. De tweede valse Dimitri maakte Filaret in 1609 tot patriarch van Moskou, al was zijn rijk op dat moment slechts beperkt tot een aantal steden en was er al een andere patriarch (zie verderop).
De broer van Vasili IV, succesvolle militair en staatsman Michaël Skopin-Sjoejski, sloot ondertussen in 1609 een verdrag met koning Karel IX van Zweden om de Polen tot staan te brengen. Hij moest hiervoor wel een groot gebied afstaan aan Zweden. Sigismund III wachtte daarop met een aanval op Rusland en trok op naar het leger van de tweede valse Dimitri, dat inmiddels was uitgegroeid tot meer dan 100.000 man. Hij ontmoette de tweede valse Dimitri in zijn legerkamp bij Smolensk, waarop een groot deel van Dimitri's leger overliep naar Sigismund III. Na nog een aantal grote problemen vluchtte Dimitri uiteindelijk. Wladislaus III viel daarop Smolensk aan en veroverde het na een belegering van 20 maanden in de Strijd van Smolensk. Zijn militaire commandant Stanisław Żółkiewski versloeg een veel groter Russisch-Zweeds leger onder leiding van de Zweedse generaal Jakob De la Gardie in de Slag bij Kloesjino. Hij heroverde daarop zonder problemen Moskou in 1610 en nam Vasili IV gevangen.
Sigismund III liet Filaret naar zijn kamp komen om zich tot tsaar te laten kronen, aangezien deze patriarch van Moskou was. Deze weigerde hem te kronen, waarop Sigismund III hem liet arresteren. Hij bleef de gevangene van de Polen tot 1619.

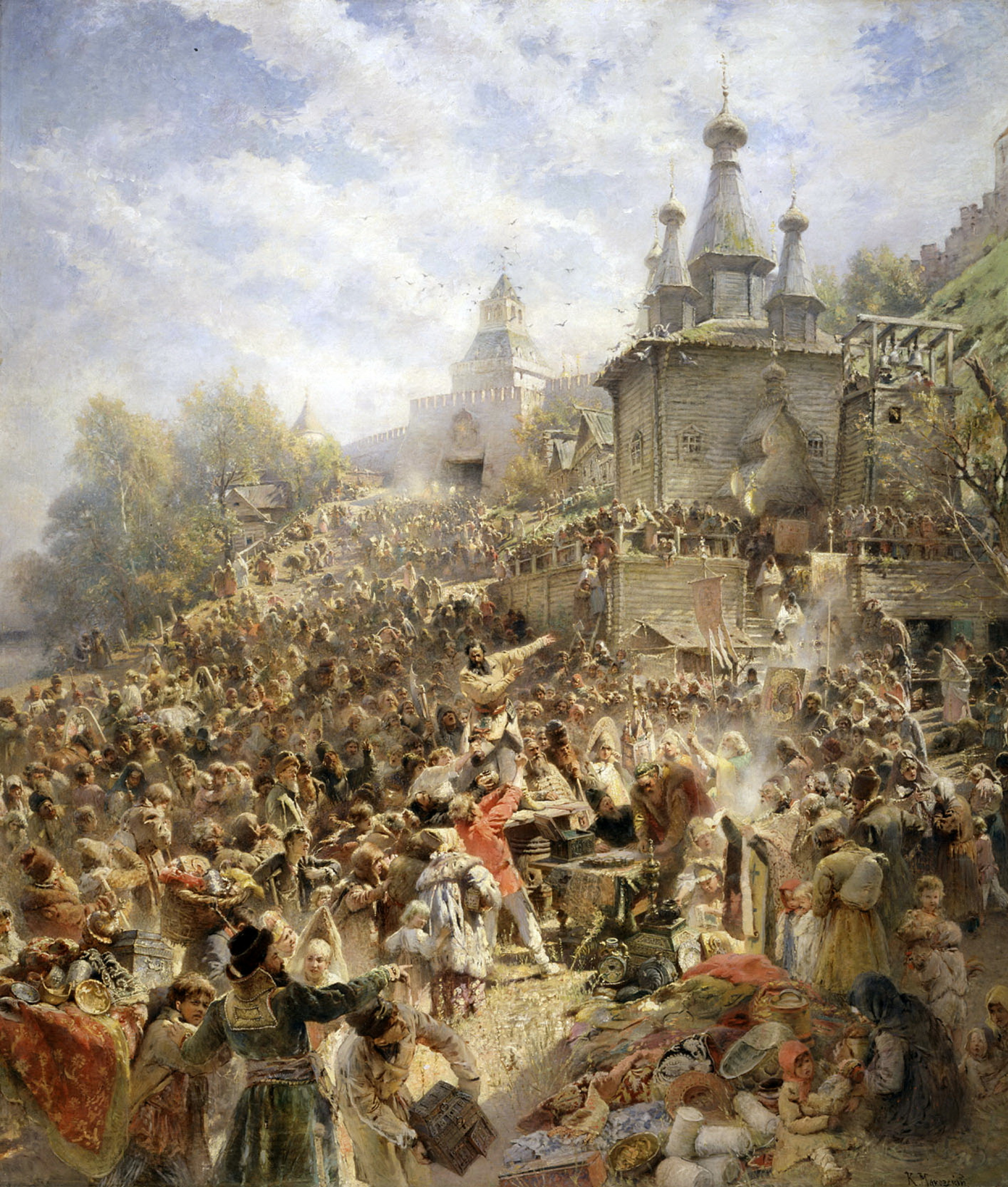
Konstantin Makovski Proclamatie van Koezma Minin (1896). Minin roept hierbij de bevolking van Nizjni Novgorod op om in opstand te komen tegen de Polen

### Wladislaus, opstanden en bevrijding
Wladislaus Wasa (Russisch: Vladislav; later als Wladislaus IV koning van Polen) werd aangesteld als tsaar in 1610 door Żółkiewski en de Russische Bojaren, nadat hij de laatsten privileges beloofde en beloofde het Russisch-orthodoxe geloof te handhaven. Zijn positie was onderdeel van het plan van Sigismund III om uiteindelijk Rusland helemaal te veroveren. Toen Wladislaus IV later duidelijk maakte Rusland toch te willen bekeren tot het Rooms-katholicisme kreeg hij te maken met anti-Poolse en anti-katholieke opstanden onder de bevolking. De Zweden hadden ondertussen in Ivangorod een derde valse Dimitri aangesteld als tegenvorst met als doel hun macht te vergroten ten koste van Polen en Rusland. De derde valse Dimitri riep zich op 28 maart 1611 uit tot tsaar Dimitri Ivanovitsj en wist in 1612 een aantal Kozakken achter zich te krijgen. Die maakten zich schuldig aan grote vernielingen in de omgeving van Moskou, waarna hij werd gearresteerd op 18 mei 1612 en werd geëxecuteerd door de bevelhebbers in Moskou.
De echte patriarch van Moskou, patriarch Hermogenes, was ontevreden over Wladislaus IV en liet in december 1610 brieven sturen naar verschillende steden waarin hij opriep tot een opstand tegen de Poolse vorst. Onder leiding van Prokopi Ljapoenov brak een opstand los in verschillende Russische plaatsen, die leidde tot het vertrek van de Polen en de inname van Moskou, zij het voor korte tijd. Ljapoenov brak namelijk zijn belofte aan de Kozakken die hem hadden geholpen, door reguleringen in te stellen met betrekking tot horigen. De Kozakken was 'vrijdom en salaris' beloofd en zagen deze reguleringen daarom als verraad. Ze vermoordden hem daarop op 1 augustus 1611 en daarmee eindigde deze opstand. Deze opstand zette Koezma Minin, een handelaar uit Nizjni Novgorod en Rurikprins Dmitri Pozjarski aan tot het opzetten van een nieuwe, wel succesvolle opstand, die werd gesteund door patriarch Hermogenes, die inmiddels was gevangengezet door de Polen. De Polen waren woest over zijn oproepen tot een nieuwe opstand en mishandelden Hermogenes daarop en lieten hem de hongerdood sterven. Het volksleger dat Minin en Pozjarski vormden wist de Polen uit Moskou te verdrijven op 12 december 1612. Hiermee kwam een einde aan de heerschappij van Polen over deze stad, waarmee de Tijd der troebelen eindigde. Wladislaus IV bleef zich wel tsaar noemen tot 1634, ondanks het feit dat de titel waardeloos geworden was. Hij werd er namelijk zeer goed voor betaald toen hij hem uiteindelijk afstond (zie verder).

## Kroning

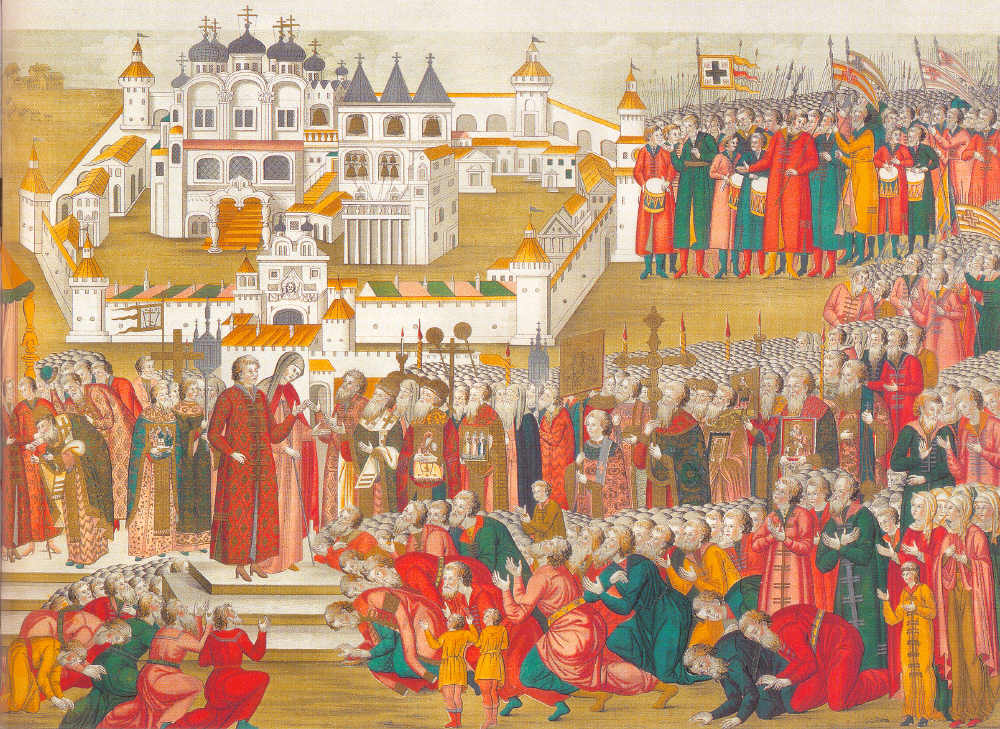
Menigte in het Ipatiev-klooster die de moeder van Michaël smeekt hem te laten gaan naar Moskou om tsaar te worden. (voorstelling uit een boek uit 1673)

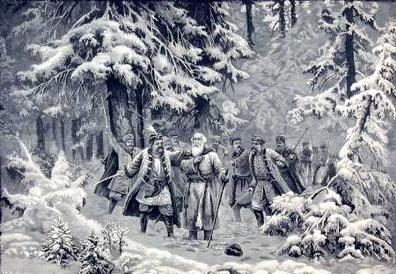
Ivan Susanin was een houthakker uit het dorpje Domnino in de buurt van het Ipatiev-klooster, die volgens documenten uit 1619 werd doodgemarteld door Polen en Litouwers, omdat hij hen niet wilde vertellen waar het klooster lag. Ze zouden Michaël willen hebben doden, voordat de boodschappers hem konden bereiken. Susanin werd later benoemd tot Russische nationale held en als symbool gebruikt voor de toegewijdheid van de boeren aan de tsaar. Hierna ontstond langzamerhand een legende dat Susanin een groep Poolse soldaten de weg verkeerd had gewezen en hen liet verdwalen in het bos, waarbij hij ondertussen zijn kleinzoon naar het klooster stuurde om Michaël te laten verbergen door de monniken.

Michaël en zijn familie leefden in het Ipatiev-klooster. Op 21 februari 1613 werd Michaël I unaniem verkozen tot tsaar door de Zemski Sobor (Russische feodale parlementsraad) in Moskou. Hij was hier zelf niet bij en de delegatie die hem het nieuws moest brengen, vond hem en zijn moeder pas op 24 maart in het Ipatiev-klooster bij Kostroma. Zijn moeder, grootnon Martha, protesteerde eerst tegen de kroning, want ze vond dat haar zoon te jong en onervaren was voor zulk een moeilijke taak in zulke moeilijke tijden. Michaël accepteerde uiteindelijk de positie van tsaar, maar niet voordat de bojaren hem vertelden dat als hij bij zijn weigering bleef, ze hem bij God verantwoordelijk zouden houden voor de vernietiging van Moskovië (Rusland).
Hij kon niet meteen worden gekroond omdat de stad, na alle gevechten, in puin lag en moest daarom eerst een aantal weken wachten in de Troitse-Sergieva Lavra in Sergiev Posad. Op 22 juli 1613 werd hij op 16-jarige leeftijd gekroond tot tsaar in de Maria-ten-Hemel-Opnemingskathedraal (Oespenski Sobor) in het Kremlin van Moskou.

## Regering onder zijn moeder
De eerste jaren bestuurden zijn moeder en haar familieleden uit de adellijke Saltykovfamilie het land. Het land stond nog steeds onder grote druk van buitenlandse mogendheden, vooral Polen, waarvan Sigismund III niet wilde accepteren dat zijn zoon Wladislaus afgezet was als tsaar. Als eerste werd daarop vrede gesloten met Zweden op 10 maart 1617 met de Vrede van Stolbovo, waarmee de Ingrische Oorlog tegen Rusland eindigde. Hierbij moest Rusland echter wel een aantal gebieden afstaan en een prijs van 20.000 roebel betalen. Dit verdrag kwam mede tot stand door de Engelse delegatie onder leiding van de Engelsman John Mericke en de leider van de Nederlandse delegatie Reinoud van Brederode, Heer van Veenhuizen (1567-1633). Vervolgens werd op 13 februari 1619 het verdrag van Deulina gesloten met Polen, wat als belangrijkste consequentie had dat Michaëls vader Filaret werd vrijgelaten. Het was echter een tijdelijke wapenstilstand.

## Regering onder en met zijn vader
Filaret kwam daarop terug naar Moskou en werd vervolgens gekroond tot patriarch van Moskou en nam vanaf toen het bestuur over uit de handen van zijn moeder en de Saltykovs en liet zich grootvorst noemen, waardoor Michaël nog steeds geen volledige macht had.
Michaël trouwde op 19 september 1624 met prinses Maria Dolgoroekova. Zij stierf echter al na vier maanden huwelijk. In 1625 nam hij de titel Autocraat van heel Rusland aan. Hiermee was een dualistisch bestuur ontstaan: Edicten moesten sindsdien worden ondertekend door Filaret als patriarch van Moskou en door Michaël als Autocraat en tsaar. Dit duurde tot 1633, toen zijn vader stierf.
De Nederlandse handel op Rusland speelde een belangrijke rol tijdens zijn regeerperiode. Isaac Massa en Albert Burgh kwamen langs om privileges te verkrijgen.

## Regeringsperiode

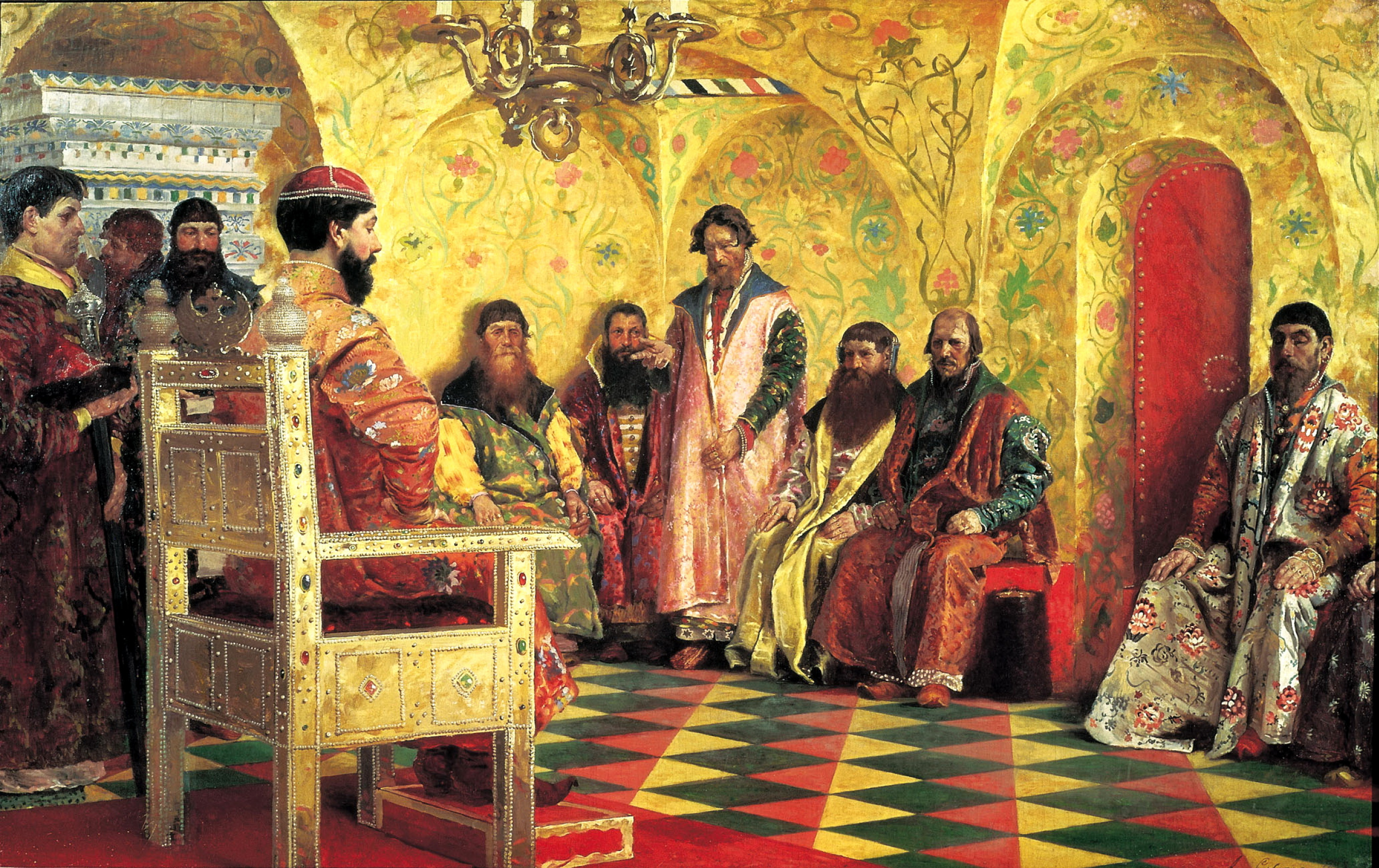
Tsaar Michaël Fjodorovitsj op de vergadering van de Bojaren Doema. Andrej Rjaboesjkin (1893).

Gebruikmakend van de verwarring aan het Poolse hof na de dood van Sigismund III in 1632 startte Michaël I een oorlog om Smolensk te heroveren op Polen-Litouwen. Deze Smolenskoorlog duurde tot 1633, maar de tsaristische troepen werden hierbij compleet verslagen door een Pools leger onder leiding van Wladislaus IV. Hierop was Michaël I gedwongen het verdrag van Polanov te ondertekenen. Dit leverde Polen-Litouwen de grenzen op van voor de oorlog, wat een grote winst betekende voor dat land. In het verdrag werd ook een geheim artikel opgenomen waarmee Rusland 20.000 roebels betaalde aan Wladislaus IV. Officieel was dit als ruil voor de stad Serpejsk, maar de echte reden was dat Rusland Wladislaus IV afstand wilde laten doen van zijn titel 'tsaar van Rusland' en dat ze de koninklijke insignes terug wilden die waren meegenomen uit Moskou tijdens de Tijd der Troebelen.
Michaël I regeerde nog twaalf jaar, maar liet het bestuur vaak over aan zijn adviseurs. Deze waren soms bekwaam, maar soms ook corrupt en onverdraagzaam zoals de Saltykovs.
Hij trouwde voor de tweede keer op 5 februari 1626 in Moskou met Jevdoksia Stresjnjova uit Mozjajsk. Zij schonk hem tien kinderen:
- Irina (22 april 1627 - 8 februari 1679)
- Pelageja (20 april 1628 - 25 januari 1629)
- Aleksej I (19 maart 1629 - 29 januari 1676) - tsaar van Rusland
- Anna (14 juli 1630 - 27 oktober 1692)
- Marfa (14 augustus 1631 - 21 september 1633)
- Ivan (1 juni 1633 - 10 januari 1639)
- Sofia (14 september 1634 - 23 april 1636)
- Tatjana (5 januari 1636 - 23 augustus 1706)
- Jevdokia († 10 februari 1637)
- Vasili († 25 maart 1639)

Michaël stierf op 13 juli 1645 aan een watervergiftiging op 49-jarige leeftijd. Dit schijnt mede te zijn versneld doordat hij mistroostig was over de weigering van prins Waldemar van Denemarken om zijn dochter Irina te trouwen, omdat Waldemar zich niet tot het Russisch-orthodoxe geloof wilde bekeren. Michaël werd begraven in de Aartsengel Michaëlkathedraal in het Kremlin van Moskou.
Zijn zoon Aleksej I volgde hem na zijn dood op 16-jarige leeftijd op als tsaar en regeerde samen met bojaar Boris Morozov.

## Trivia
Buitenlandse bronnen melden soms dat Michaël een voetaandoening had en daarom niet in staat was om zelf te lopen. Dit is een verkeerde interpretatie van de gewoonte aan het Russische hof, waarbij van de vorst werd verwacht dat hij zich liet ondersteunen aan beide zijden door zijn belangrijkste adviseurs als hij zich van en naar officiële ceremonies moest verplaatsen.
Ivan IV de Verschrikkelijke · Fjodor I · Boris Godoenov · Fjodor II · Valse Dimitri I · Vasili IV · Wladislaus I · Michaël I · Alexis · Fjodor III · Ivan V · Peter I de Grote · Catharina I · Peter II · Anna I · Ivan VI · Elisabeth · Peter III · Catharina II de Grote · Paul I · Alexander I · Nicolaas I · Alexander II · Alexander III · Nicolaas II